# Ute Obhof
Ute Obhof (* 24. Juni 1960 in Karlsruhe) ist eine deutsche Germanistin und Bibliothekarin.

## Leben und Wirken
Ute Obhof studierte Germanistik und Romanistik an der Universität Heidelberg. Nach ihrem Staatsexamen für den höheren Schuldienst und der Magisterprüfung (beides 1987) promovierte sie dort im Jahre 1990. 1991 trat die als Bibliotheksreferendarin an der Universitätsbibliothek Osnabrück in die Ausbildung für den höheren Bibliotheksdienst ein und legte die Fachprüfung hierfür 1993 an der Fachhochschule für Bibliotheks- und Dokumentationswesen in Köln ab. Von 1993 bis 1997 arbeitete sie als wissenschaftliche Bibliothekarin an der Universitätsbibliothek Freiburg/Br., 1997 wechselte sie nach Karlsruhe an die Badische Landesbibliothek, wo sie 2000 zur Bibliotheksdirektorin ernannt wurde. Neben den Aufgaben in verschiedenen Fachreferaten und der Zuständigkeit für die Bestandserhaltung widmet sie sich vor allem den historischen Sammlungen der Badischen Landesbibliothek und publiziert hierzu. Schwerpunkte sind insbesondere das Leben und Wirken Joseph von Laßbergs und die Handschriften des Nibelungenliedes.

## Veröffentlichungen (Auswahl)
- Das Leben Augustins im "Niederrheinischen Augustinusbuch" des 15. Jahrhunderts. Überlieferungs- und Textgeschichte; Teiledition. Winter, Heidelberg 1991, ISBN 3-533-04385-1 (Dissertation Universität Heidelberg).
- Zur Geschichte der Bibliothek des ehemaligen Karmeliterklosters Hirschhorn am Neckar. Hirschhorner Handschriften und Inkunabeln in der Hessischen Landes- und Hochschulbibliothek Darmstadt. In: Bibliothek und Wissenschaft, Bd. 27 (1994), S. 56–148.
- (Hrsg. u. Kommentar, mit Johannes Schöndorf): Populäre Literatur des Spätmittelalters. Inkunabeln aus Zweibrücken (Jörg Geßler) ; Ink E 4817 der Universitätsbibliothek Freiburg i. Br. ; Ink F 10 Nr. 10 der Historischen Bibliothek der Stadt Rastatt [im Ludwig-Wilhelm-Gymnasium]. Reichert, Wiesbaden 1997, ISBN 3-88226-987-1.
- Provenienzen der Bibliothek des ehemaligen Franziskanerklosters in Offenburg. In: Zeitschrift für die Geschichte des Oberrheins, Bd. 145 (1997), S. 448–461.
- (mit Rainer Fürst): Joseph Freiherr von Laßberg (1770–1855) und seine Bibliothek. Neuerwerbungen des Landes Baden-Württemberg in der Badischen Landesbibliothek. Badische Landesbibliothek, Karlsruhe 2001, ISBN 3-88705-050-9.
- Zur Provenienz des "Nibelungenlied"-Fragmentes S. in: Zeitschrift für deutsches Altertum und deutsche Literatur, Bd. 132 (2003), S. 177–188.
- Die Handschrift C. Karlsruhe, Badische Landesbibliothek, Cod. Donaueschingen 63. In: Joachim Heinzle u. a. (Hrsg.): Die Nibelungen. Sage – Epos – Mythos. Reichert, Wiesbaden 2003, S. 239–252, ISBN 3-89500-347-6.
- Die Handschrift C des Nibelungenliedes und der Klage. In: Emser Almanach, Bd. 6 (2005), S. 37–56.
- Ein Haus- und Arzneibuch des 15. Jahrhunderts aus der Bibliothek des Sammlers Joseph von Laßberg. In: Schriften des Vereins für Geschichte und Naturgeschichte der Baar, Bd. 49 (2006), S. 76–83.
- Der Erdglobus, der Amerika benannte. Die Überlieferung der Globensegmente von Martin Waldseemüller. In: Der Globusfreund, Bd. 55 (2007), S. 13–21.
- Die Handschriftensammlung der Badischen Landesbibliothek. In: Peter Michael Ehrle/Ute Obhof (Hrsg.): Die Handschriftensammlung der Badischen Landesbibliothek. Bedrohtes Kulturerbe? Katz, Gernsbach 2007, S. 9–48, ISBN 3-938047-25-9.
- Joseph von Laßbergs Umgang mit literarischen und architektonischen Denkmälern des Mittelalters. Ein Blick in den Spiegel des Bodensees und seiner Schwägerin Annette von Droste-Hülshoff. In: Droste-Jahrbuch, Bd. 7 (2007/2008) (2009), S. 275–286.
- Zur Entstehung der Karlsruher Handschrift des "Rappoltsteiner Parzifal". Die Initialen. In: Zeitschrift für deutsches Altertum und deutsche Literatur, Bd. 138 (2009), S. 374–383.
- Joseph von Laßberg – Gelehrter und Sammler. In: Achim Aurnhammer u. a. (Hrsg.): Von der Spätaufklärung zur Badischen Revolution. Literarisches Leben in Baden zwischen 1800 und 1850. Rombach, Freiburg 2010, S. 419–429, ISBN 978-3-7930-9605-4.
- HeRRReinspaziert! Die bunte Welt der Sammlungen in der Badischen Landesbibliothek. Katalog zur Ausstellung in der Badischen Landesbibliothek Karlsruhe vom 30.3. bis 25.6.2011. Quaternio-Verlag, Luzern 2011, ISBN 978-3-905924-06-0.
- Buch und Druck in der Residenz. In: Badische Heimat, Bd. 92 (2012), S. 525–543.
- Joseph von Laßberg. Gelehrter, früher Germanist und Sammler 1770–1855. In: Lebensbilder aus Baden-Württemberg, Bd. 24 (2013), S. 154–170.
- (mit Burghart Wachinger): Ein neues Fragment vom "Wartburgkrieg". In: Beiträge zur Geschichte der deutschen Sprache und Literatur, Bd. 135 (2013), S. 21–49.
- Der Zusammenhang zwischen der Materialität der überlieferten "Nibelungenlied"-Handschriften und der möglichen kulturpolitischen Interessen vermutlicher Auftraggeber. In: Winfried Wilhelmy (Hrsg.): Bibliothecarius Martinianus. Geisteswissenschaftliche Studien im Umfeld der Mainzer Martinusbibliothek. Festgabe für Helmut Hinkel zum 75. Geburtstag. Echter, Würzburg 2018, S. 293–306, ISBN 3-934450-71-7.
- Der Buchbinder "Stern klein II" vom Mittelrhein (Mainz?). In: Einband-Forschung, Bd. 46 (2020), S. 22–29.
- Der Renaissancekünstler Urs Graf d. Ä. Genie mit lasterhaftem Lebenswandel. In: Badische Heimat, Bd. 100 (2020), S. 104–115.
- Über die Inkunabeln der Martinus-Bibliothek in Mainz. In: Archiv für mittelrheinische Kirchengeschichte, Bd. 73 (2021), S. 11–48.
- Walther Meinig – Künstler im geteilten Deutschland. Dresden – Meißen – Freiburg i. Br. Verlagshaus Schlosser, Pliening 2022, ISBN 978-3-96200-661-7.